# 金鐘獎廣播綜合節目獎
綜合節目獎為廣播金鐘獎曾經頒發的獎項，2019年起更名為生活風格節目獎。

## 綜合節目獎
| 年度 | 得獎廣播作品                                        | 其他入圍作品 |
| ---- | --------------------------------------------------- | --- |
| 2005 | 《寶貝魔法秀》 內政部警政署警察廣播電臺             | 《Joy's Fantasy》／好家庭廣播股份有限公司 《台灣e起來》／中國廣播股份有限公司臺 《南歌人生》／綠色和平廣播股份有限公司 《菊島風情》／國防部政治作單總隊漢聲廣播電臺澎湖台                               |
| 2006 | 《週末大舞台》 財團法人中央廣播電臺                 | 《台灣鹹酸甜》／國立教育廣播電臺 《音樂精靈》／復興廣播電台 《原來在台北》／臺北廣播電臺 《歡樂999》／財團法人中央廣播電臺                                                                              |
| 2007 | 《南歌人生》 綠色和平廣播股份有限公司               | 《FUN浪一夏》／港都廣播電臺股份有限公司 《音樂精靈》／復興廣播電臺 《原來在臺北》／臺北廣播電臺 《週末大舞台》／財團法人中央廣播電臺                                                                    |
| 2008 | 《南歌人生》 綠色和平廣播股份有限公司               | 《台灣答嘴鼓》／台灣聲音廣播興業股份有限公司 《原來在台北》／臺北廣播電臺 《超級運動館》／竹科廣播股份有限公司 《歡樂999－我的會客室》／財團法人中央廣播電臺                                            |
| 2009 | 《週末大舞台》 財團法人中央廣播電臺                 | 《台灣答嘴鼓》／台灣聲音廣播電台股份有限公司 《行動午夜場》／內政部警政署警察廣播電臺 《南歌人生》／綠色和平廣播股份有限公司 《音樂美學院》／復興廣播電臺                                               |
| 2010 | 《如國俱樂部》 內政部警政署警察廣播電臺臺北總臺     | 《Good Morning飛碟》／飛碟廣播股份有限公司 《大千世界》／正聲廣播股份有限公司雲林廣播電臺 《我和凌晨有個約》／內政部警政署警察廣播電臺臺北總臺 《海上Melody美樂地》／行政院農業委員會漁業署漁業廣播電臺 |
| 2011 | 《如國俱樂部》 內政部警政署警察廣播電臺臺北總臺     | 《太陽茶館》／太陽廣播電台股份有限公司 《台灣答嘴鼓》／台灣聲音廣播興業股份有限公司 《台灣鹹酸甜》／國立教育廣播電臺 《這些人、那些事》／環宇廣播事業股份有限公司                                       |
| 2012 | 《台灣鹹酸甜》 國立教育廣播電臺                     | 《宥是好心情》／內政部警政署警察廣播電臺臺北總臺 《封面故事》／正聲廣播股份有限公司臺北廣播電臺 《媒事來哈啦》／財團法人富邦文教基金會 《新故鄉動員令》／環宇廣播事業股份有限公司                       |
| 2013 | 《原來在臺北》 臺北廣播電臺                         | 《東饗西饗Feast Meets West》／財團法人中央廣播電臺 《宥是好心情》／內政部警政署警察廣播電臺總臺 《時光徒步區》／國立教育廣播電臺 《媒事來哈啦》／財團法人富邦文教基金會                                 |
| 2014 | 《元氣好時光》 正聲廣播股份有限公司臺北調頻廣播電臺 | 《大樹下的歌聲》／正聲廣播股份有限公司臺北廣播電臺 《流行請按讚》／復興廣播電臺 《週末大舞台》／財團法人中央廣播電臺 《傑克的豆芽菜》／內政部警政署警察廣播電臺臺北分臺                                 |
| 2015 | 《用心聽台灣》 國立教育廣播電臺                     | 《Good Morning飛碟》／飛碟廣播股份有限公司 《元氣好時光》／正聲廣播股份有限公司臺北調頻廣播電臺 《台灣答嘴鼓》／台灣聲音廣播興業股份有限公司 《創意生活Life Design》／城市廣播股份有限公司              |
| 2016 | 《自然有意思》 國立教育廣播電臺                     | 《央廣下午茶》／財團法人中央廣播電臺 《到底想幹嘛》／內政部警政署警察廣播電臺 《原來在臺北》／臺北廣播電臺 《野放心世界》／竹科廣播股份有限公司                                                         |
| 2017 | 《舌尖上的文學》 內政部警政署警察廣播電臺           | 《用心過生活》／台北流行廣播電台 《自然有意思》／國立教育廣播電臺 《幽浮sports秀》／飛碟廣播股份有限公司 《哎YO薇呀》／內政部警政署警察廣播電臺                                                         |
| 2018 | 《自然有意思》 國立教育廣播電臺                     | 《RTI放映室》／財團法人中央廣播電臺 《舌尖上的文學-偶遇武俠》／內政部警政署警察廣播電臺 《原來在臺北》／臺北廣播電臺 《嘎吧!輕鬆吧》／財團法人原住民族文化事業基金會                                    |

## 外部連結
- 文化部影視及流行音樂產業局 （页面存档备份，存于）
- 第53屆廣播電視金鐘獎官方網站 （页面存档备份，存于）